# Киевская Мадонна
Киевская Мадонна — символическое изображение женщины, которая кормит ребёнка, спрятавшись в киевском метро, чтобы защититься от бомбардировок столицы Украины Киева в 2022 году Вооруженными силами Российской Федерации во время вторжения России на Украину. Фотография, сделанная журналистом Андрашем Фельдешем, приобрела популярность в Интернете. Снимок вдохновил создание иконы, расположенной в католической церкви в Муньяно-ди-Наполи, Италия, которая стала художественным символом сопротивления и надежды.

## История
В первые дни полномасштабного вторжения России на Украине образ 27-летней киевлянки Татьяны Близняк, которая кормит грудью свою трёхмесячную дочь Маричку, привлёк внимание венгерского журналиста Андраша Фельдеша, который снял её на видео. Женщина пряталась в метро от российских бомб с мужем и ребёнком с 25 февраля 2022 года во время атак на Киев со стороны Вооруженных сил Российской Федерации. Хотя их должны были эвакуировать 26 февраля, они не смогли выбраться из метро из-за боевых действий. Позже Татьяна Близняк нашла убежище во Львове.
Фотография разошлась по социальным сетям, в частности была опубликована на странице ватиканского секретариата по связям с общественностью Джеймса Мартина. Украинская художница Марина Соломенникова из Днепра была среди тех, кто его увидел. Она использовала образ женщины как вдохновение для своего портрета Девы Марии, кормящей младенца. На картине в качестве покрывала Марии использован украинский женский головной убор, а её голова изображена на фоне карты киевского метрополитена. 5 марта 2022 года художница выложила портрет в Интернет.
Изображение Соломенниковой нашло живой отклик у многих прихожан Католической церкви. Греко-католический священник Вячеслав Окунь, который в тот момент проходил обучение в Риме, запросил у автора рисунка разрешения написать на её основе икону. После получения разрешения икона был помещена в церкви католического Института Святого Сердца, расположенном в Муньяно-ди-Наполи, в котором получили убежище около 40 беженцев из Украины.

## Значение
По словам греко-католического священника Вячеслава Окуня, икона символизирует современную Деву Марию, похожую на мать Иисуса, которая тоже была вынуждена прятать новорождённого младенца от преследований со стороны царя Ирода. По словам священника Луиджи Сантопаоло, икона превратилась в символ для всей украинской диаспоры на юге Италии.